# Hellinsia arion
Hellinsia arion là một loài bướm đêm trong họ Pterophoridae. Loài bướm đêm này được tìm thấy ở Bắc Mỹ, bao gồm Alberta và Arizona. Con trưởng thành có sải cánh dài 22,5 mm. Đầu, ngực và bụng đều có nhiều chấm đềm màu nâu xám và vảy trắng. Có duy nhất chấm đen lưng trong mép sau của các phân đoạn của bụng. Râu có các vảy trắng và nâu xám, dải mịn. 